# 638

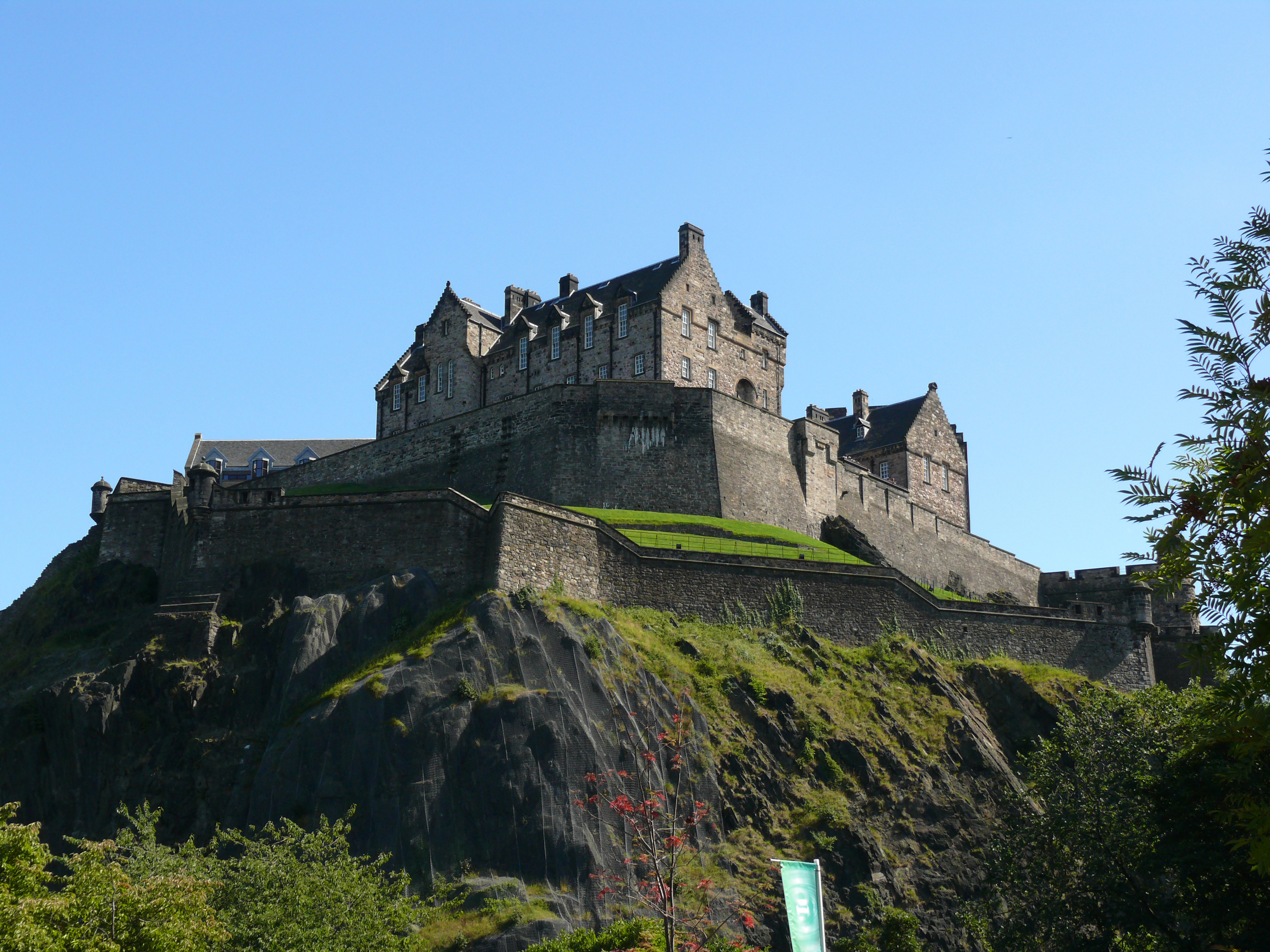
Edinburgh Castle (Schotland)

Het jaar 638 is het 38e jaar in de 7e eeuw volgens de christelijke jaartelling.

## Gebeurtenissen

### Byzantijnse Rijk
- 4 juli - De 12-jarige Heraklonas, zoon van Herakleios, verkrijgt door zijn moeders invloed de titel Augustus. Dit brengt hem in rivaliteit met zijn oudere halfbroer Constantijn.
- Byzantijns-Arabische Oorlog: Een Arabisch leger onder bevel van Khalid ibn Walid verovert in Anatolië de Byzantijnse vestingsteden Kahramanmaraş, Caesarea Cappadociae, Sebasteia en Malatya (ten westen van het Taurusgebergte).
- De Arabieren onder leiding van Abu Ubayda ibn al-Jarrah bestormen Caesarea Maritima en veroveren de vestingstad Ascalon (Israël). Kalief Omar I verovert Jeruzalem en beëindigt de veldtocht in Palestina. Hij benoemt Abu Ubayda tot gouverneur van Syrië.
- Keizer Herakleios vestigt een bufferzone in Centraal-Anatolië (Turkije). Hij stationeert Byzantijnse troepen in het bergachtige terrein en voert een defensieve guerrilla-oorlog tegen de Arabieren die Klein-Azië zijn binnengevallen. De strategie die bekendstaat als "schaduw oorlogsvoering" valt het Arabische leger aan op hun terugkeer naar Syrië, beladen met oorlogsbuit en krijgsgevangenen.

### Brittannië
- De Angelsaksen onder leiding van koning Oswald veroveren na een korte belegering Edinburgh (huidige Schotland). Zijn halfbroer Oswiu heerst over Rheged en lijft het Brits-Keltische koninkrijk in bij Northumbria. (waarschijnlijke datum)

### Azië
De Tibetaanse koning Songtsen Gampo valt het gebied van de Azha binnen, verslaat hen en begint invallen op Chinees grondgebied te organiseren. Het grootste deel van Amdo wordt op deze wijze onderdeel van het Tibetaanse rijk.

## Religie
- 12 oktober - Paus Honorius I overlijdt in Rome na een 13-jarig pontificaat en wordt opgevolgd door Severinus. Herakleios weigert hem als paus te erkennen tenzij hij een monothelitische geloofsbelijdenis (Ekthesis) ondertekent. Hierdoor ontstaat er een sedisvacatie (leegheid van de Heilige Stoel) tot mei 640.
- De islamitische jaartelling wordt ingevoerd door Omar I. Het jaar begint met de Hidjra (622) waarop Mohammed met zijn volgelingen emigreert van Mekka naar Medina (Saoedi-Arabië).

## Geboren
- Lambertus van Maastricht, bisschop van Maastricht (waarschijnlijke datum)

## Overleden
- 19 januari - Dagobert I, koning van de Franken (of 639)
- 11 maart - Sophronius (78), patriarch van Jeruzalem
- 12 oktober - Honorius I, paus van de Katholieke Kerk
- 9 december - Sergius I, patriarch van Constantinopel